# カリル・モハメド・トラオレ
カリル・モハメド・トラオレ（Kalilou Mohamed Traoré, 1987年9月9日 - ）は、マリ共和国・バマコ出身のサッカー選手。ポジションはミッドフィールダー。

## 経歴
2005年、トラオレはASレアル・バマコでプロサッカー選手としての経歴を歩み始めた。 翌2006年夏には、モロッコのウィダード・カサブランカに移籍した。2007年7月、ハッサニア・アガディールに期限付き移籍、翌2008年7月14日にウィダード・カサブランカに復帰した。2008年8月NKイストラ1961に移籍し、最初のシーズンは27試合で9得点をあげ、ハイドゥク・スプリトやNKディナモ・ザグレブからオファーを申し込まれるようになった。2010年、デンマークのオーデンセBKに移籍。そこでの活躍が認められて現在に至る。

## 所属クラブ
- 2005年- 2006年 ASレアル・バマコ（フランス語版）
- 2006年 -2008年 ウィダード・カサブランカ
  - 2007年 - 2008年 ハッサニアUSアガディール（フランス語版） (期限付き移籍)
- 2008年 - 2010年 NKイストラ1961
- 2010年 - 2012年 オーデンセBK
- 2012年 - 2015年 FCソショー